# Justas Zdanavičius
| Entdeckte Asteroiden: 60 (Liste unvollständig) | Entdeckte Asteroiden: 60 (Liste unvollständig) | Entdeckte Asteroiden: 60 (Liste unvollständig) |
| ---------------------------------------------- | ---------------------------------------------- | ---------------------------------------------- |
| Nummer und Name                                | Entdeckungsdatum                               |                                                |
| (68730) Straizys                               | 15. März 2002                                  |                                                |
| (73059) Kaunas                                 | 16. März 2002                                  |                                                |
| (95593) Azusienis                              | 16. März 2002                                  |                                                |
| (135561) Tautvaišienė                          | 16. März 2002                                  |                                                |
| (140628) Klaipeda                              | 20. Oktober 2001                               |                                                |
| (141496) Bartkevicius                          | 15. März 2002                                  |                                                |
| (144752) Plungė                                | 16. April 2004                                 |                                                |
| (151430) Nemunas                               | 16. März 2002                                  |                                                |
| (154932) Sviderskiene                          | 12. Oktober 2004                               |                                                |
| (237845) Neris                                 | 16. März 2002                                  |                                                |
| alle zusammen mit Kazimieras Černis            |                                                |                                                |

Justas Zdanavičius ist ein litauischer Astronom und Asteroidenentdecker.
Er promovierte 2006 an der Universität Vilnius in Astronomie.
Zwischen 2001 und 2010 entdeckte er am Astronomischen Observatorium Molėtai zusammen mit Kazimieras Černis insgesamt 60 Asteroiden.